# Genie Music
Genie Music (кор. 지니뮤직) — південнокорейська компанія з виробництва та дистрибуції музичного контенту, дочірня компанія KT Corporation.

## Історія
Заснована в липні 1991 року як підрозділ «Blue Cord Technology», компанія придбала «Doremi Media», національного музичного продюсера, у 2000 році.
У 2007 році її придбала KT Freetel, а через рік змінила назву на «KTF Music». У 2009 році компанія знову змінила назву на «KT Music» внаслідок злиття «KT Freetel» і «KT Corporation».
У 2012 році «KT Musi»c була придбана компанією «KMP Holdings».
Після інвестицій від «LG Uplus», у березні 2017 року «KT Music» змінила назву на «Genie Music».